# Памятник Аветику Исаакяну (Ереван)
Памятник Аветику Исаакяну — скульптурный монумент, расположенный на пересечении Кольцевого бульвара Еревана и улицы Абовяна. Памятник включен в список недвижимых памятников истории и культуры административного района Кентрон города Еревана под номером 1.6/121.

## История памятника
В марте 1958 года согласно постановлению Совета Министров CССР был объявлен конкурс на установку памятника Аветику Исаакяну в Ереване. Конкурс выиграл проект скульптора Саркиса Багдасаряна. 12 июня 1965 года памятник был торжественно открыт; на открытии присутствовали высокопоставленные лица Армянской ССР — первый секретарь Центрального Комитета Коммунистической партии Армении Яков Заробян, председатель Совета Министров Армянской ССР Антон Кочинян и прочие.

## Описание
Памятник выполнен из бронзы, его высота составляет 6 метров (1,5 метра — постамент и 4,5 метра — сама скульптура). Постамент сделан из чёрного гранита. Поэт изображён идущим, держащим за спиной трость и плащ. Лицо, поза, фигура поэта выполнены реалистично, с большим портретным сходством.

Художник Мартирос Сарьян писал о памятнике: 
Когда в Ереване открылся памятник Аветику Исаакяну, создалось впечатление, что великий поэт со свойственным ему вдумчивым выражением лица и естественною походкой продолжает шагать и дышать вместе с жителями города.

## Другие памятники
Памятник в Ереване был первым памятником Аветику Исаакяну: решение о его установке было принято менее чем через год после смерти поэта. Позже, в 1975 году, в Гюмри, где родился Исаакян, было установлено ещё два памятника — в полный рост и бюст на территории дома-музея.

## Галерея

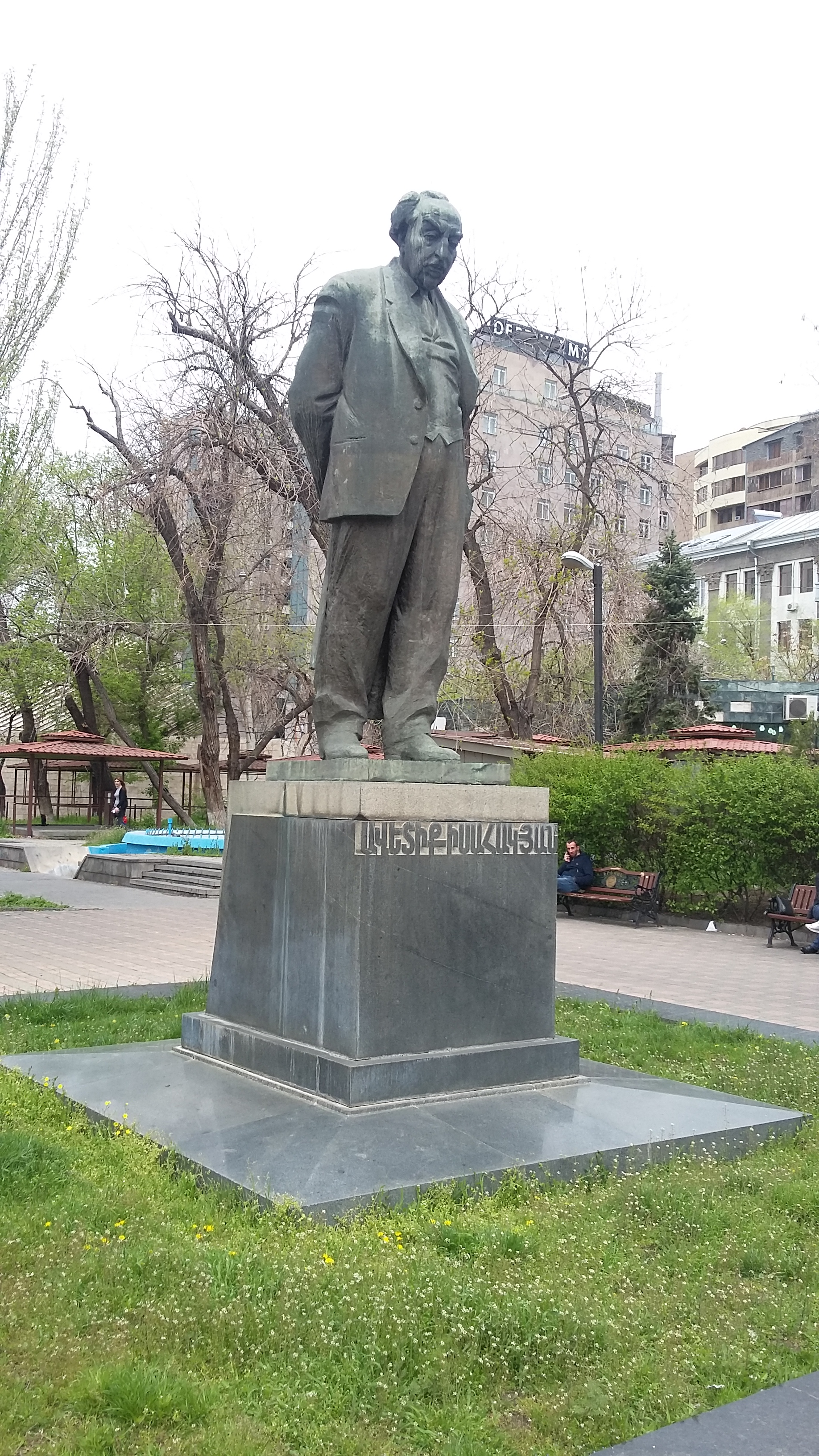
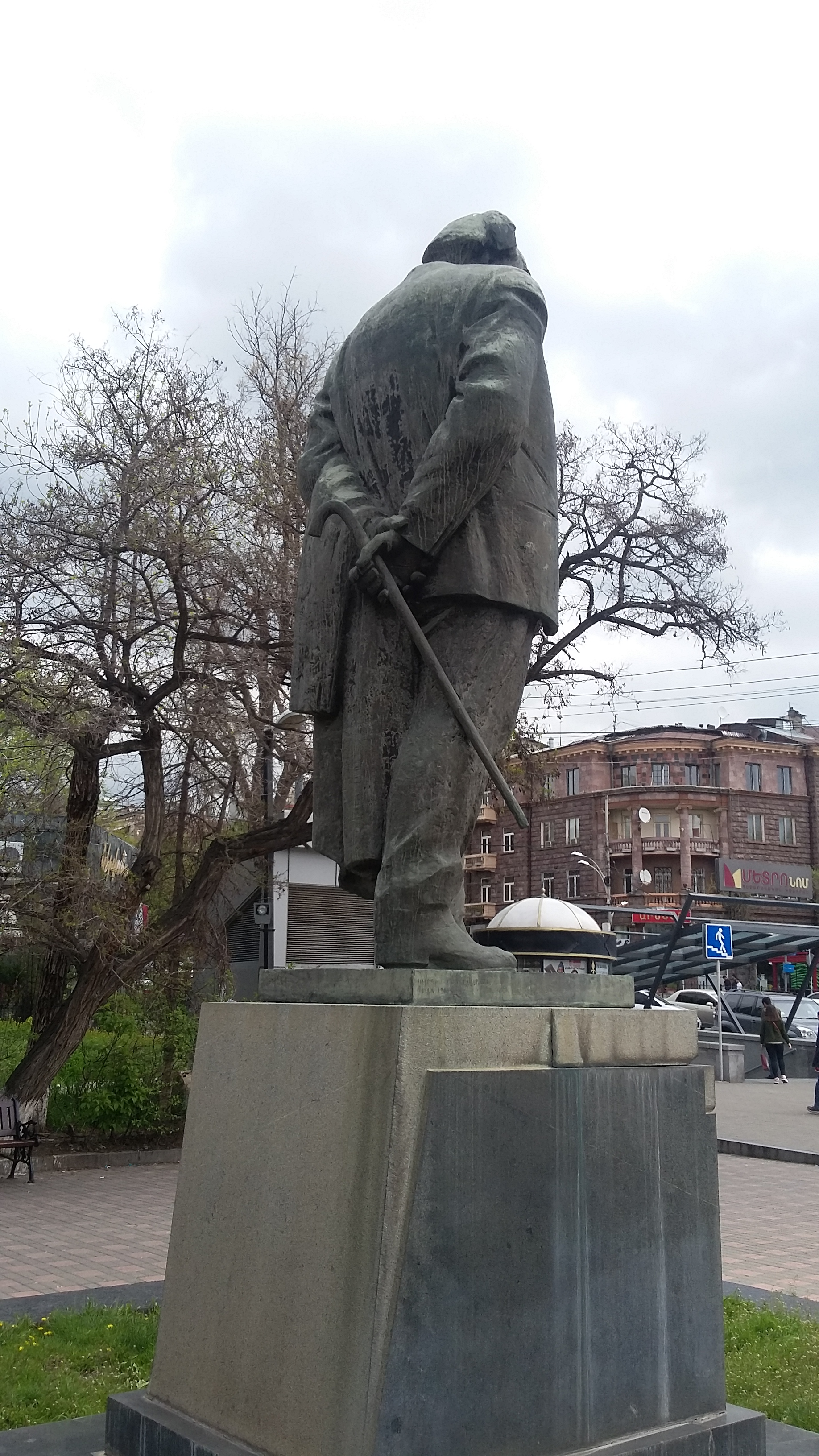
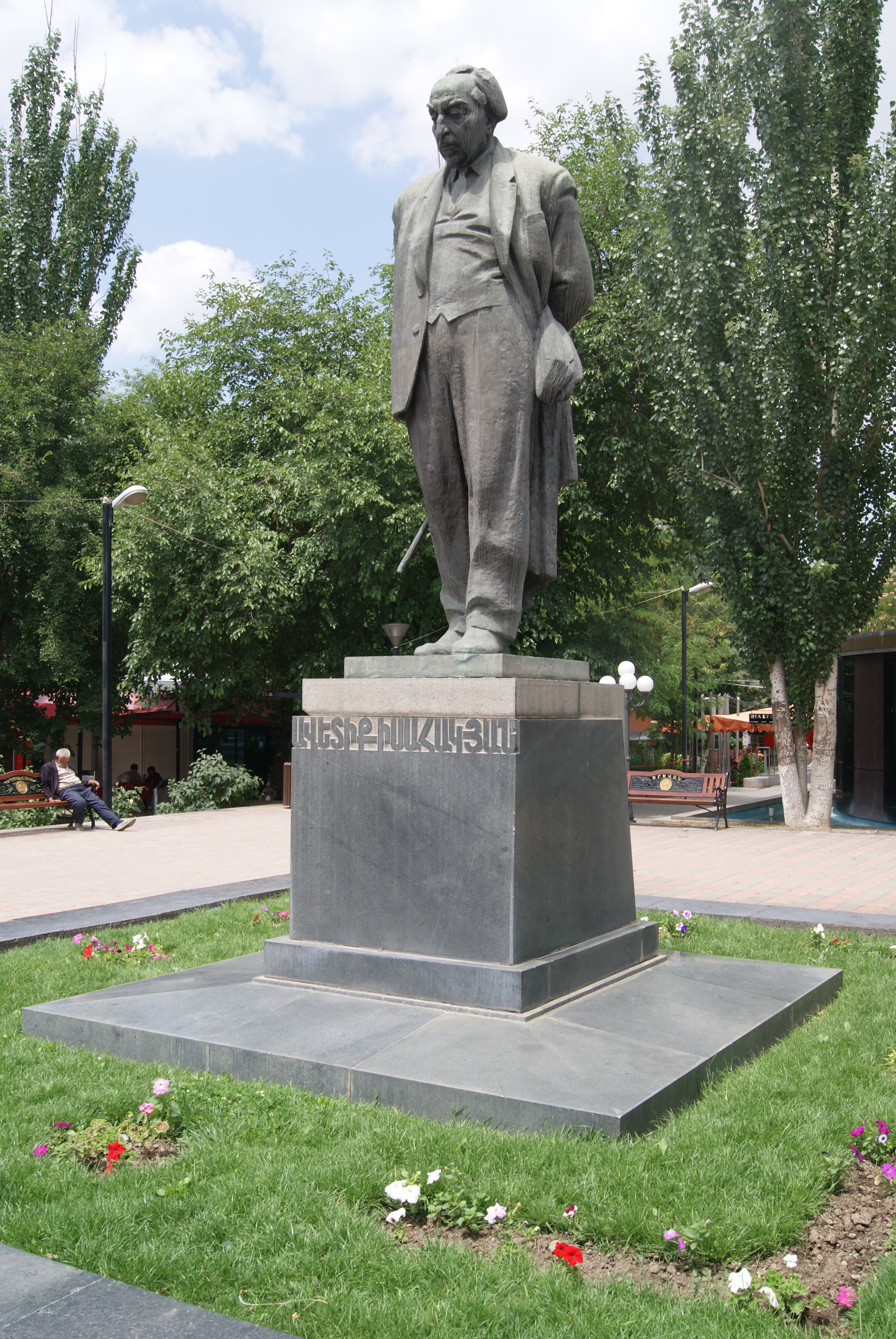
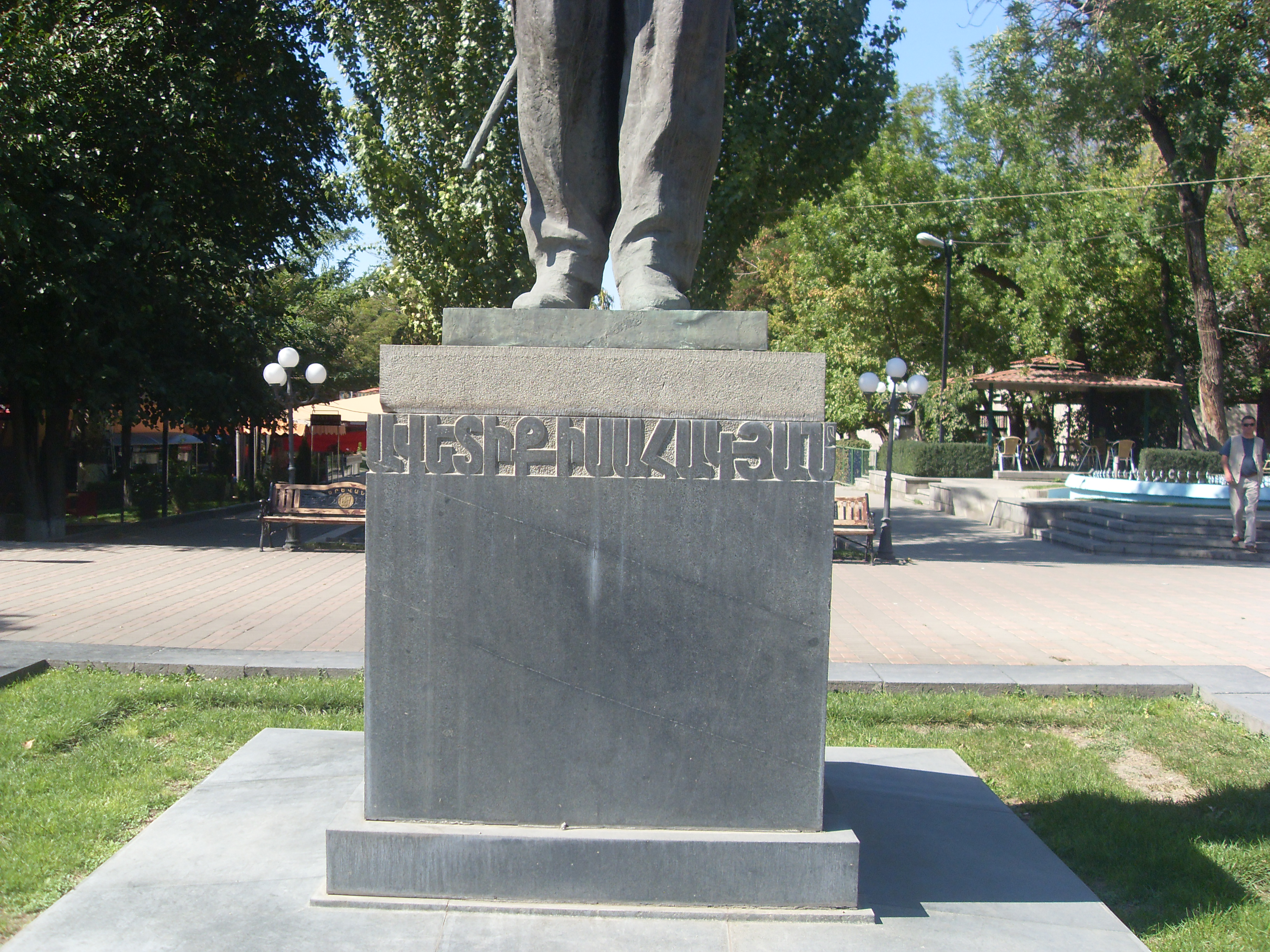
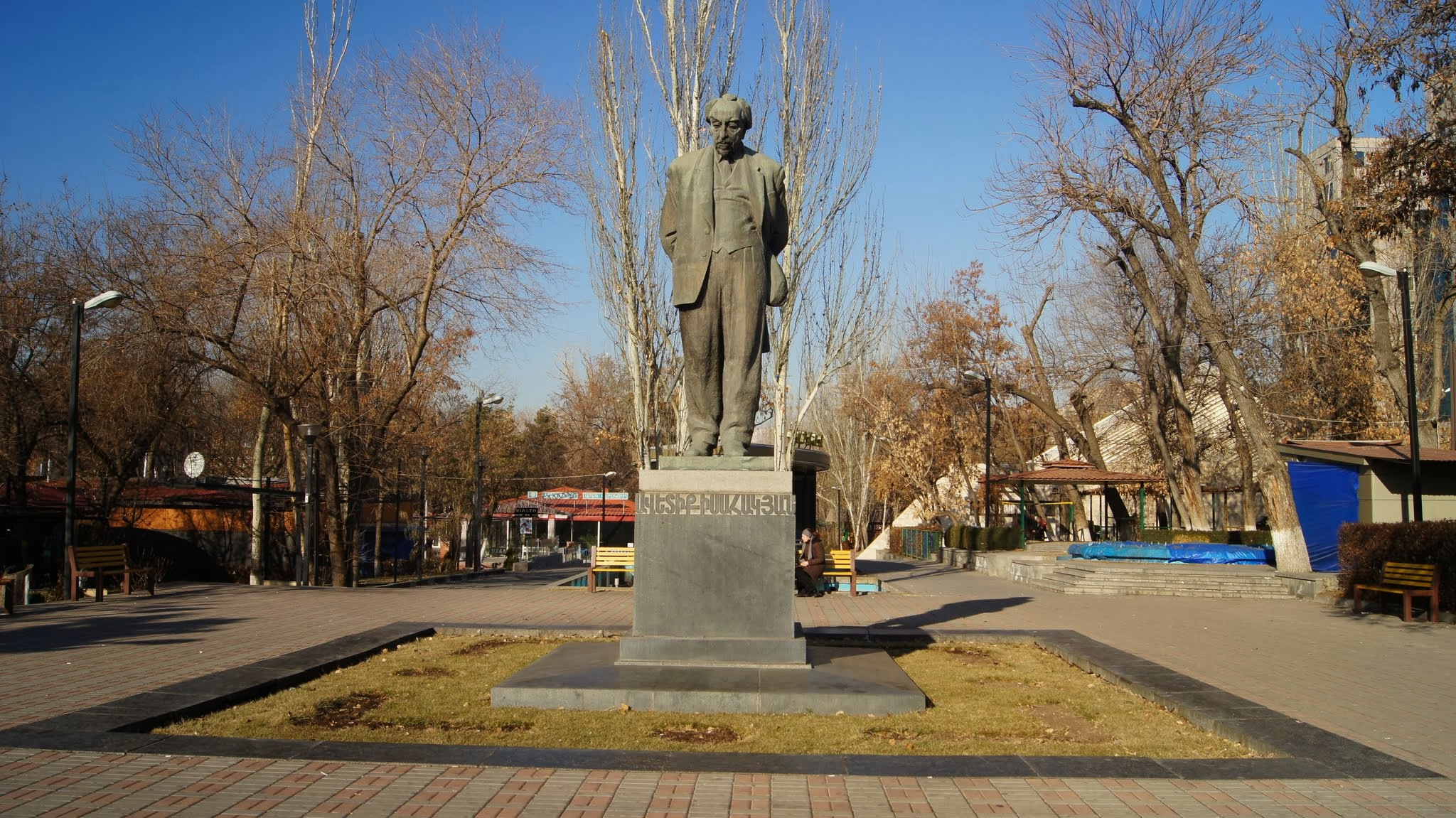